# Les Mills International
Les Mills International è una campagna neozelandese divisa in dieci programmi fitness. Essi combinano il divertimento con l'allenamento e in più offrono i risultati cercati dai partecipanti, motivandoli nel combattere la vita sedentaria.

## Storia
Risale agli anni '20, quando i membri della famiglia Mills si trovarono coinvolti nella gestione di club di fitness a Auckland, in Nuova Zelanda. La tradizione della famiglia nel fitness fu rilevata dal giovane Leslie (Les) Mills negli anni '60, quando iniziò a lasciare tracce ben visibili in corsia e sul campo, primeggiando nel getto del peso e nel lancio del disco fino a rappresentare la Nuova Zelanda in ben quattro edizioni dei giochi olimpici: nel 1960, nel 1964, nel 1968 e nel 1972. La moglie di Les, Colleen e i figli Donna e Phillip hanno gareggiato anch'essi a livello internazionale. Les e Colleen aprirono la prima palestra Les Mills nel 1968 ad Auckland, una struttura molto diversa dalla versione moderna. Il centro era di 400 m² appena, caratterizzato da attrezzature modeste adatte agli allenamenti con i pesi con apertura a giorni alterni per gli uomini e le donne. Al crescere dei club Les Mills, Les passò la gestione dei centri al figlio Philip.

## L'ispirazione di Phillip Mills
È stata la visione creativa del figlio di Les, Phillip, a scatenare la rivoluzione degli allenamenti di gruppo, proiettando il nome Les Mills in una posizione di primato nell'industria del fitness mondiale.
Tornato in Nuova Zelanda nel 1980 dopo gli studi presso The University of California di Los Angeles, Phillip introdusse per primo nel proprio paese classi di gruppo basate sul freestyle, sviluppando una serie di corsi molto popolari su musica che si sarebbero poi evoluti nei programmi attualmente distribuiti da Les Mills in tutto il mondo. In media, ogni settimana 4,5 milioni di appassionati utilizzano i programmi Les Mills in circa 12.000 club nel mondo, consolidando Les Mills come il maggior produttore di corsi fitness brevettati e leader mondiale nel fitness di gruppo.

## Divisione
Il sistema di fitness di gruppo ideato da Les Mills, è costituito da quattro elementi:

### Lezioni pre-coreografate
Ogni tre mesi i responsabili dei programmi Les Mills creano una nuova lezione (con musica e coreografia) per ognuno degli otto programmi.
Scelgono i brani più in voga del momento abbinandoci tutto il necessario per un buon allenamento. Naturalmente sono anche guidati dagli ultimi sviluppi in materia di scienze motorie e dalle ricerche di Les Mills.
Quando la lezione è pronta per essere divulgata viene filmata e registrata su DVD con in allegato delle schede contenenti la coreografia scritta, consigli per gli insegnanti e un CD con le musiche in licenza. Il tutto viene distribuito ai 60.000 istruttori certificati Les Mills di tutto il mondo.

### Le linee guida per diventare istruttori
Gli istruttori Les Mills devono avere un diploma e una certa esperienza nell'insegnamento del fitness. Sono reclutati soprattutto tra insegnanti di sala pesi, personal trainer o insegnanti di fitness in genere.
Gli aspiranti istruttori frequentano dei moduli di formazione iniziale in cui approfondiscono cinque elementi chiave: coreografia, tecnica, coaching, connessione e creazione della "magia del fitness".
Dopo aver completato il modulo ed essere stati abilitati all'insegnamento, gli istruttori possono iniziare a insegnare con una licenza provvisoria. Per ottenere la certificazione devono registrare un video di una lezione completa del programma entro 12 settimane dal termine della formazione iniziale.
Una volta ottenuta la certificazione, gli istruttori ricevono l'aggiornamento trimestrale, mantenendo supporto e insegnamento costantemente aggiornati.
Gli istruttori migliori, con una spiccata leadership e particolarmente predisposti ad aiutare gli altri a raggiungere il loro massimo potenziale, possono poi diventare trainer a livello nazionale.

### Il sistema manageriale del fitness di gruppo (GFM)
Il sistema manageriale del fitness di gruppo Les Mills fornisce ai proprietari dei club e ai manager un modello per trarre il maggior profitto possibile dal fitness di gruppo.
Il sistema GFM è stato sviluppato al Les Mills World of Fitness di Auckland per riuscire a massimizzare il business dei programmi Les Mills e ora è disponibile per i club di tutto il mondo attraverso seminari e laboratori.
Il sistema GFM segue tutti gli aspetti del fitness di gruppo dall'architettura al management alla gestione dello staff (inclusa la preparazione e la selezione degli istruttori).
Il GFM, inoltre, fornisce un supporto promozionale per i programmi Les Mills attraverso il marketing esterno e i lanci dei programmi.

### Il piano marketing per i club
Il piano marketing di Les Mills si basa su una continua ricerca sul consumatore che veicola tutta la comunicazione sul prodotto, incluse le campagne pubblicitarie, il marketing online e le pubbliche relazioni.
Immagini di alta qualità vengono prodotte per campagne pubblicitarie mirate, volte a promuovere ogni singolo programma e a supportare i rilanci trimestrali.
Tutto il materiale necessario per il marketing viene fornito agli agenti e, per tutti i club con la licenza, è anche disponibile sul sito Les Mills nella sezione eClub.

## Classi
Il gruppo Les Mills è diviso in dieci programmi: Body Attack, Body Balance, Body Combat, Body Jam, Body Pump, Body Step, Body Vive, CxWorx, RPM e Sh'Bam..

### Body Attack
BODYATTACK è l'allenamento cardiovascolare ispirato a diversi sport che ha l'obiettivo di costruire forza e resistenza. Si tratta di una classe di interval training ad alta energia dove si combinano movimenti atletici dell'aerobica con esercizi di forza e stabilità. 
La musica gioca un ruolo potente ed è associata a istruttori dinamici che motivano ogni partecipante nel raggiungimento dei propri obiettivi di allenamento – dall'atleta della domenica a uno sportivo di alto livello. Come ogni programma Les Mills anche BODYATTACK prevede una nuova release ogni tre mesi con nuova coreografia e musica.
Classe tipo:
BODYATTACK è una classe di 55 minuti creata con l'obiettivo di sfidare velocità, forza, resistenza cardiovascolare e agilità. 
1. Come prima cosa l'istruttore guiderà il gruppo attraverso un riscaldamento caratterizzato da movimenti grandi e semplici dell'aerobica. L'aumento graduale del raggio di movimento renderà l'allenamento più intenso.
2. Si accede poi nella zona allenante con due picchi cardio seguiti da un brano di recupero e condizionamento che hanno come obiettivo la parte superiore e inferiore del corpo. Si tratta di sfidarsi per poi divertirsi con l'interazione di classe mentre si testa velocità e agilità.
3. L'ultimo brano ha il compito di offrire un momento di recupero e allungamento e di piena soddisfazione per l'eccezionale lavoro svolto.[3]

### Body Balance
BODYBALANCE è l'allenamento di Yoga, Tai Chi e Pilates che ha l'obiettivo di costruire flessibilità e forza lasciandoti una meravigliosa sensazione di calma e concentrazione. Respirazione controllata, concentrazione e una serie di pose e movimenti perfettamente studiati con la musica offrono un allenamento olistico che regala al corpo uno stato di equilibrio e armonia. Come ogni programma Les Mills anche BODYBALANCE prevede una nuova release ogni tre mesi con nuova coreografia e musica. (Per ragioni di copyright, BODYBALANCE negli USA è stato registrato con il marchio BODYFLOW).
Classe tipo:
Ogni classe è caratterizzata da 45 minuti di esercizi semplici e allo stesso tempo sfidanti seguiti da 10 minuti di rilassamento e meditazione, per un totale di 55 minuti.
1. Si inizia con una serie di esercizi di Tai Chi semplici e fluidi che permettono di lasciare la giornata alle spalle, concentrare la mente e riscaldare il corpo.
2. L'istruttore guiderà il gruppo attraverso delle sequenze di Yoga e Pilates per rinforzare e tonificare i muscoli chiave del corpo. Le pose e gli esercizi di stretching hanno lo scopo di creare flessibilità e agilità.
3. Gli ultimi 10 minuti della classe hanno l'obiettivo di consegnare il beneficio mentale e fisiologico della meditazione, permettendo la metabolizzazione del lavoro compiuto durante la lezione.[4]

### Body Combat
BODYCOMBAT è un allenamento cardiovascolare energico e potente capace di liberare dallo stress. Il programma all'insegna dell'energia è ispirato dalle arti marziali e attinge da diverse discipline come: Karate, Pugilato, Taekwondo, Tai Chi e Muay thai. 
Grande supporto è offerto dalla musica motivante e dal lavoro degli istruttori, potenti role model, che attraverso pugni, calci e kata definiscono la strada all'insegna del dispendio energetico verso un livello superiore di resistenza cardio-vascolare. Come ogni programma Les Mills anche BODYCOMBAT prevede una nuova release ogni tre mesi con nuova coreografia e musica.
Classe tipo:
L'istruttore di BODYCOMBAT guiderà il gruppo attraverso una gamma di colpi ispirati dalle varie arti marziali sulla base di brani musicali di diverso tipo.
1. Si inizia praticando tutti i colpi che poi verranno usati durante la classe. Riscalda il corpo e prepara mentalmente e fisicamente ai vari round di combattimento che seguono.
2. Si tratta poi di visualizzare l'avversario in una serie di combinazioni di combattimento. L'obiettivo del lavoro è fondato su velocità, potenza e resistenza alternato a momenti di recupero per prepararsi allo scontro successivo, prima di raggiungere la battaglia finale e il massimo beneficio per il proprio livello di fitness.
3. Si termina a terra dove si eseguono degli esercizi di rinforzo prima di passare a un meritatissimo stretching perfetta ricompensa per il duro lavoro al quale abbiamo sottoposto i muscoli.[5]

### Body Jam
BODYJAM è l'allenamento cardiovascolare che ti permette di godere liberamente le sensazioni offerte della danza attraverso la fusione di stili di danza trendy e melodie più moderne dove l'enfasi è al tempo stesso sul divertimento, il lavoro consistente, il sudore. 
Una classe di 55 minuti condotta da un istruttore coinvolgente che ti porterà a muoverti con grande attitudine e stile. Come ogni programma Les Mills anche BODYJAM prevede una nuova release ogni tre mesi con nuova coreografia e musica. Ogni nuova classe sarà un'esperienza diversa di ballo in relazione alle tendenze del momento.
Classe tipo:
1. L'istruttore guiderà il gruppo attraverso un riscaldamento caratterizzato da movimenti semplici designati per far lavorare una parte del corpo alla volta dalle spalle, al petto alle anche.
2. Si passa poi alla fase di costruzione e ripasso, dove si testeranno delle sequenze semplici di danza molto divertenti, in perfetta sintonia con le ultime tendenze musicali. Ogni fase di costruzione termina con un momento di performance travolgente dove ci si lascia andare vivendo al massimo la sequenza appena appresa. Al termine di ogni grande blocco di coreografia ci sarà un momento per recuperare per riprendere fiato prima di procedere con i prossimi passi.
3. Una parte dedicata al defaticamento e relax finale porta al termine della classe allungando propriamente i muscoli appena coinvolti nel workout.[6]

### Body Pump
BODYPUMP è l'originale classe con il bilanciere che tonifica tutto il tuo corpo. Questo allenamento di 60 minuti mette alla prova tutti i più importanti gruppi muscolari sfruttando i migliori esercizi della sala pesi come squat, affondi, dorsali con il bilanciere e sollevamenti. Viene data la possibilità di scegliere quanto peso caricare, sulla base dei risultati prefissati. 
Come ogni programma Les Mills anche BODYPUMP è associato a una coreografia che viene aggiornata ogni tre mesi con nuova musica.
Classe tipo:
La classe è divisa in 10 brani dove si va a lavorare un gruppo muscolare in ognuno di essi. 
1. Nel primo brano c'è un riscaldamento generale di tutti i muscoli.
2. Nel secondo si lavorano le gambe con degli squat, nel terzo si lavora il petto, nel quarto il dorso, nel quinto i tricipiti, nel sesto i bicipiti, nel settimo si ritorna di nuovo a lavorare le gambe con gli affondi, nell'ottavo si lavorano le spalle, nel nono l'addome.
3. L'ultimo brano è dedicato allo stretching. Questo brano è di notevole importanza per quanto riguarda la fine della sessione.[8]

### Body Step
BODYSTEP è un allenamento di step energetico capace di farti sentire libero e vivo. Attraverso l'uso di uno step di altezza variabile, sopra e intorno al quale si realizzano movimenti semplici, si ottiene grande motivazione grazie a musiche trainanti e istruttori coinvolgenti. 
I blocchi di lavoro cardio che spingono il sistema brucia grassi a un alto livello sono seguiti da brani di condizionamento muscolare che scolpiscono e tonificano il corpo. Come ogni programma Les Mills anche BODYSTEP prevede una nuova release ogni tre mesi con nuova coreografia e musica.
Classe tipo:
Ogni brano della classe di BODYSTEP ha un focus specifico e la totalità degli stessi offre un allenamento completo per tutto il corpo. BODYSTEP è in grado di soddisfare tutti i partecipanti con diversi livelli di fitness grazie alla possibilità di aumentare o ridurre l'intensità dell'allenamento attraverso l'altezza variabile dello step.
1. Una classe tipo di BODYSTEP inizia con un riscaldamento per passare poi ai movimenti base dove si impara a salire e scendere dallo step in modo corretto. In modo graduale si aumenta poi l'intensità e l'escursione del movimento.
2. Con l'aumento progressivo dell'energia e del battito cardiaco che caratterizzano i primi due picchi cardio si inizia a sudare seriamente prima di spostare il focus su forza e tono. Arriva poi il momento del divertimento con il brano di Party Step seguito da velocità e agilità con lo Speed Step. Il terzo e ultimo picco cardio offre l'opportunità di spingersi oltre le proprie possibilità. Si tratta di una combinazione sfidante di movimenti dove si tratta di dare tutto quello che è rimasto.
3. C'è la possibilità di riprendere fiato e spostarsi a terra per il lavoro di condizionamento della parte superiore del corpo e il cuore. L'allenamento termina con un brano di meritato allungamento.[9]

### Body Vive
BODYVIVE è l'allenamento di gruppo a basso impatto che usa palla ed elastici VIVE e il peso corporeo per sviluppare un nuovo livello di fitness e forza del baricentro. Il tutto si svolgerà sotto la guida attenta di un istruttore con un sottofondo musicale Energetico e Fonte di ispirazione. Come ogni programma Les Mills anche BODYVIVE prevede una nuova release ogni tre mesi con nuova coreografia e musica.
Classe tipo:
BODYVIVE è un programma di allenamento a basso impatto che permette di scegliere il livello di intensità con il quale allenarsi. Ideale per tutti coloro che si affacciano al mondo del fitness per la prima volta o che ritornano allo stesso dopo tanto tempo o che hanno bisogno di un periodo di allenamento post-trauma, eccezionale prima e dopo la gravidanza e per tutti gli adulti attivi che perseguono i benefici di una migliore capacità cardiovascolare, forza e flessibilità.
1. La sezione dedicata al Cardio Fitness usa la palla VIVE per sviluppare mobilità, flessibilità, agilità e stimolare il sistema cardiovascolare. In questa parte si trovano anche movimenti di danza per tenere alto il divertimento e lo spirito di team prima di rilassarsi con il brano di Tai Chi e Yoga.
2. La parte successiva prende il nome di Forza Funzionale. L'elastico VIVE permette di lavorare alcuni distretti muscolari in modo specifico. Questo è anche il momento in cui si sviluppa postura e forza degli arti inferiori con degli esercizi di equilibrio.
3. Arriva poi il momento di dedicarsi al centro del corpo con un eccezionale lavoro per gli addominali attraverso esercizi basati sui principi di Pilates con l'uso della palla VIVE per poi dedicarsi alla forza del dorso e a un eccezionale momento di rilassamento e allungamento che ci porta al termine della classe.[10]

### Core
CORE è un programma di 30 minuti che combina il meglio del personal training con l'energia di una classe di gruppo. Coreografie e musiche del momento contribuiscono a una frequenza continuata del programma.
CORE ha come obiettivo il tronco e le catene muscolari che connettono la parte inferiore e superiore del corpo. È un programma ideale per ridurre addome e glutei, sviluppare forza funzionale e assistere nella prevenzione agli infortuni.
Istruttori altamente preparati sono in grado di spiegare la scienza dietro ogni esercizio e sfidano ogni partecipante a superare i propri limiti. Come ogni programma Les Mills anche CORE prevede una nuova release ogni tre mesi con nuova coreografia e musica.
Classe tipo:
CORE nasce dai risultati della ricerca scientifica più innovativa permettendo di offrire al suo pubblico l'allenamento più efficiente per la massima efficacia.
1. L'istruttore spiega quali gruppi muscolari compongono il core e perché è così importante allenarli, per poi dare inizio alla classe con un riscaldamento che ha l'obiettivo di attivare gradualmente le porzioni muscolari considerate prima di iniziare il lavoro più intenso.
2. L'allenamento si compone di esercizi che lavorano i diversi gruppi muscolari in modo isolato (crunch e leg extension) e integrato (esercizi di equilibrio in piedi e hover). Il workout è una vera e propria sfida di cui se ne percepiscono pienamente tutti i benefici.
3. Prima che sia possibile accorgersene, la mezz'ora sarà passata e la classe terminata. Nonostante il grande test al quale si è sottoposto il corpo mentalmente ci si starà già organizzando per il prossimo allenamento.[11]

### RPM
RPM è l'allenamento di indoor cycling dove si pedala sul ritmo di musica trainante. 
La motivazione di un coach guida la squadra nel percorso caratterizzato da una serie di colline, pianure, montagne, corsa a tempo e interval training. Come ogni programma Les Mills anche RPM prevede una nuova release ogni tre mesi con nuova coreografia e musica.
Classe tipo:
L'istruttore di RPM guiderà il suo gruppo di rider attraverso un percorso coreografato su musica fonte di ispirazione e traino sfruttando una serie di posizioni di pedalata e cadenze che perfettamente si adattano al terreno.
1. All'inizio del percorso si fa uso di resistenza leggera e cadenza moderata con l'obiettivo di riscaldare le gambe.
2. Velocità e intensità aumentano nelle fasi successive dove ognuno avrà la possibilità di pedalare nel rispetto delle proprie possibilità. Si scaldano poi i muscoli della scalata prima di affrontare una serie di colline che testano la forza e momenti di corsa a cronometro per stimolare la resistenza. Si hanno poi dei momenti di recupero atti a far prendere fiato in modo sufficiente prima di affrontare la sfida successiva.
3. Ogni allenamento termina con un momento di recupero attivo che riporta il gruppo a casa prima di offrire un meritato allungamento di tutti i muscoli chiave usati nel workout.[12]

### Sh'Bam
SH'BAM rappresenta la via perfetta per scolpire e far brillare la stella che c'è in ognuno anche nei momenti più sfidanti attraverso una serie di movimenti di danza semplici e alla moda.
SH'BAM è l'ultimo ritrovato in termini di allenamento di gruppo all'insegna del divertimento realizzato su basi musicali di diverso genere passando dalle hit popolari del momento nei club più famosi al mondo, ai mix di sound familiari, alle melodie latine più moderne. Ogni lezione di SH'BAM offre una classe di 45 minuti vibrante, unica e varia. Come ogni programma Les Mills anche SH'BAM prevede una nuova release ogni tre mesi con nuova coreografia e musica.
Classe tipo:
Una classe tipo di SH'BAM ha la durata di 45 minuti e si compone di 12 brani. Ogni traccia è caratterizzata da una coreografia di danza unica e indipendente dagli altri brani.
1. La classe inizia con un riscaldamento che prevede il movimento di ogni aspetto del corpo dalle spalle, al petto, alle anche, polpastrelli delle mani inclusi.
2. Seguono poi 35 minuti di combinazioni di danza facili e divertenti realizzate sulle hit musicali più date e moderne. Si avrà il tempo sufficiente per perfezionare semplici movimenti e alternando momenti di alta intensità a tracce di recupero che nell'insieme daranno vita a un ottimo allenamento.
3. Ci si innamora letteralmente della classe tanto che il tempo sembrerà volare e prima che ce se ne accorga si starà già riportando il cuore in basso attraverso esercizi di stretching semplici e accattivanti.[13]